# Boundless (Album)
Boundless (englisch Grenzenlos) ist das sechste Studioalbum der deutschen Post-Rock-/Post-Metal-Band Long Distance Calling. Es erschien am 2. Februar 2018 über InsideOut Music.

## Entstehung

### Songwriting
Im Frühjahr 2017 spielten Long Distance Calling eine besondere Tournee anlässlich des zehnjährigen Jubiläums ihres Debütalbums Satellite Bay, bei der die Band nur instrumentale Lieder spielte. Später im Jahr musste die Band bei einem Festival gezwungenermaßen auf den in Norwegen lebenden Sänger Petter Carlsen verzichten. Laut dem Bassisten Jan Hoffmann war bei diesen Konzerten das Gefühl auf der Bühne für die Musiker sehr gut und die Band habe gemerkt, dass sie instrumentale Musik spielten wolle. Zudem kam die Musiker zu der Einsicht, dass sie sich mit Gesang doch nicht so wohl fühlten wie gedacht. Rückläufige Zuschauerzahlen bei Konzerten sowie negative Kommentare in den Sozialen Netzwerken taten ihr Übriges. Die Band zog sich danach für mehrere Monate in ihren Proberaum zurück und schrieben die neuen Lieder während diverser Jamsessions.

„Ohne sich Gedanken machen zu müssen, wo nun Gesang hin passt und was funktioniert und was nicht. Wir hatten einfach Bock drauf so wie früher im Proberaum die Songs zu schreiben und das so umzusetzen. Es hat sehr viel Spaß gemacht und war entspanntes Arbeiten.“

Gitarrist Florian Füntmann ergänzte, dass es der Band mehr Spaß mache, sich zu treffen, zu jammen und die Ergebnisse aufzunehmen anstatt das jeder für sich etwas aufnimmt und die Dateien hin- und herzuschicken. Die Musiker verzichteten darauf, sich selbst Vorgaben für das Album zu machen und beschreiben Boundless als das vermutlich reinste LDC-Album aller Zeiten, da es keine Gastmusiker und keinen Gesang gibt. Auch die elektronischen Effekte übernahm die Band selbst. Gleichzeitig sei Boundless auch das härteste Album der Bandgeschichte.

### Aufnahmen
Wie schon das Vorgängeralbum Trips wurde Boundless von der Band und Vincent Sorg produziert, wobei Letzterer im Gegensatz zu Trips weniger am Songwriting beteiligt war und weniger Einfluss auf das Endergebnis hatte. Laut Florian Füntmann wollte die Band eigentlich das ganze Album selber produzieren, entschied sich dann aber für eine erneute Zusammenarbeit mit Sorg. Vincent Sorg war laut Füntmann mehr ausführender Produzent und gab den Musikern Tipps beim Arrangieren der Lieder und kümmerte sich zudem um Samples und Elektronik. Das Schlagzeug wurde in den Principal Studios in Senden, Gitarre und Bass in Sound Ranger Studio in Münster aufgenommen. Das Album wurde zwar nicht live eingespielt, dennoch strebte die Band einen roheren und direkteren Klang an als zuletzt. Vincent Sorg übernahm auch das mischen und mastern. Die einzigen Gastmusiker auf Boundless waren Eddie Northund und David Miles, die bei dem Lied Like a River Cello bzw. Trompete spielten.

## Veröffentlichung
Neben der regulären CD-Version wurde eine Special Edition CD veröffentlicht, die als Bonus noch das Lied Flashback enthält. Darüber hinaus erscheint das Album auf LP auf schwarzem, dunkelgrünen und transparentem magentafarbenen Vinyl. Sämtliche LP-Versionen enthalten ebenfalls das Lied Flashback sowie das komplette Album auf CD. Für das Lied Out There wurde ein Musikvideo gedreht, bei der man die Band beim Wandern in den Dolomiten sehen kann. Auch das Albumcover entstand während dieser Wanderung. Die Idee dazu, ein Video beim Wandern zu drehen, stammte vom Schlagzeuger Janosch Rathmer. Ein weiteres Musikvideo wurde im Studio während der Aufnahmen für das Lied Ascending gedreht. Im September 2018 erschien noch ein Musikvideo für das Lied Like a River.

## Hintergrund
Der Albumtitel Boundless hat laut Jan Hoffmann zwei Bedeutungen. Zum einen symbolisiere er das Thema Reisen, wobei für viele Fans von Long Distance Calling die Alben eine Art „Reisen im Kopf“ wären. Gleichzeitig habe sich dich die Band mit diesem Album „freigeschwommen“ und „ohne Limitierungen oder Korsette“ zu musizieren. Die Musiker haben „einfach gemacht, anstatt zu viel darüber nachzudenken“. Die Reihenfolge der acht Lieder auf dem Album symbolisiere den Weg der Musiker von unten bis zum Berggipfel. Das Lied Like a River ist eine Hommage an den italienischen Komponisten Ennio Morricone. In seiner ursprünglichen Form sollte das Lied eine Art Ruhepol in einem auf Härte fußenden Album darstellen.

## Rezeption

### Rezensionen
Das deutsche Magazin Rock Hard kürte Boundless gemeinsam mit dem Album Down Below von der Band Tribulation zum Album des Monats. Für Tobias Blum sind die „Details und der Reichtum an Klangfarben, mit denen Long Distance Calling ihren inzwischen durchaus gefestigten Stil zu wahrer Größe erheben spannend“. Die Band würde „(wieder) befreit von den Fesseln konventionellen Songwritings eines ihrer stärksten Alben vorlegen“. Blum bewertete das Album mit 8,5 von zehn Punkten. Laut Frank Thiessies vom deutschen Magazin Metal Hammer bleibt Long Distance Callings „größte Stärke weiterhin die Fähigkeit, auch bei zuweilen langen Spielzeiten der Stücke den Hörer stets bei der Stange halten zu können und eine unmittelbare Eingängigkeit an den Tag zu legen“. Das Album wäre „ein toller akustischer Trip, der mehr zu erzählen und evozieren vermag als klassischere Rock-Band-Besetzungen mit Tausenden von gesungenen Worten“. Thiessies vergab sechs von sieben Punkten.

### Chartplatzierungen
| ChartsChartplatzierungen | Höchstplatzierung | Wochen |
| ------------------------ | ----------------- | ------ |
| Deutschland (GfK)        | 24 (2 Wo.)        | 2      |
| Österreich (Ö3)          | 65 (1 Wo.)        | 1      |
| Schweiz (IFPI)           | 22 (1 Wo.)        | 1      |

### Auszeichnungen
Das deutsche Magazin Visions führte das Musikvideo für das Lied Out There auf ihrer Liste der 20 besten Musikvideos von 2017.

## Boundless Tour
Die folgende Tabelle beinhaltet alle Konzerte, die Long Distance Calling während ihrer Boundless Tour spielten. Die Tour bestand aus zwei Teilen und begann am 2. Februar 2018 in Dortmund und endete am 21. Dezember 2018 in Schweinfurt. Die Tour führte die Band durch 23 deutsche Städte sowie viermal in das Vereinigte Königreich sowie jeweils zweimal in die Niederlande, Österreich und Tschechien sowie jeweils einmal nach Frankreich, Polen und die Schweiz. Beim ersten Teil der Tournee traten Long Distance Calling ohne Vorgruppe auf, während die Band beim zweiten Teil der Tournee von Motorowl unterstützt wurden.
| Datum            | Stadt     | Veranstaltungsort |
| ---------------- | --------- | ----------------- |
| 2. Februar 2018  | Dortmund  | FZW               |
| 28. Februar 2018 | Hannover  | Lux               |
| 1. März 2018     | Berlin    | Musik & Frieden   |
| 2. März 2018     | Hamburg   | Indra             |
| 3. März 2018     | Kiel      | Die Pumpe         |
| 4. März 2018     | Bremen    | Tower             |
| 5. März 2018     | Köln      | Gebäude 9         |
| 6. März 2018     | Wiesbaden | Schlachthof       |
| 7. März 2018     | Stuttgart | ClubCANN          |
| 8. März 2018     | München   | Kranhalle         |
| 9. März 2018     | Wien      | B72               |
| 10. März 2018    | Prag      | Nova Chmelnice    |
| 11. März 2018    | Dresden   | Beatpol           |
| 12. März 2018    | Nürnberg  | Club Stereo       |

| Datum             | Stadt             | Veranstaltungsort |
| ----------------- | ----------------- | ----------------- |
| 22. November 2018 | Leipzig           | Täubchenthal      |
| 25. November 2018 | Potsdam           | Waschhaus         |
| 29. November 2018 | Karlsruhe         | Die Stadtmitte    |
| 30. November 2018 | Pratteln          | Z7                |
| 1. Dezember 2018  | Dornbirn          | Conrad Sohm       |
| 2. Dezember 2018  | Augsburg          | Musikkantine      |
| 6. Dezember 2018  | Trier             | Exhaus            |
| 13. Dezember 2018 | Bochum            | Rotunde           |
| 14. Dezember 2018 | Rostock           | Mau Club          |
| 15. Dezember 2018 | Braunschweig      | Eulenglück        |
| 16. Dezember 2018 | Frankfurt am Main | Zoom              |
| 20. Dezember 2018 | Bielefeld         | Forum             |
| 21. Dezember 2018 | Schweinfurt       | Stattbahnhof      |